# Autoria do Evangelho segundo Lucas e dos Atos dos Apóstolos

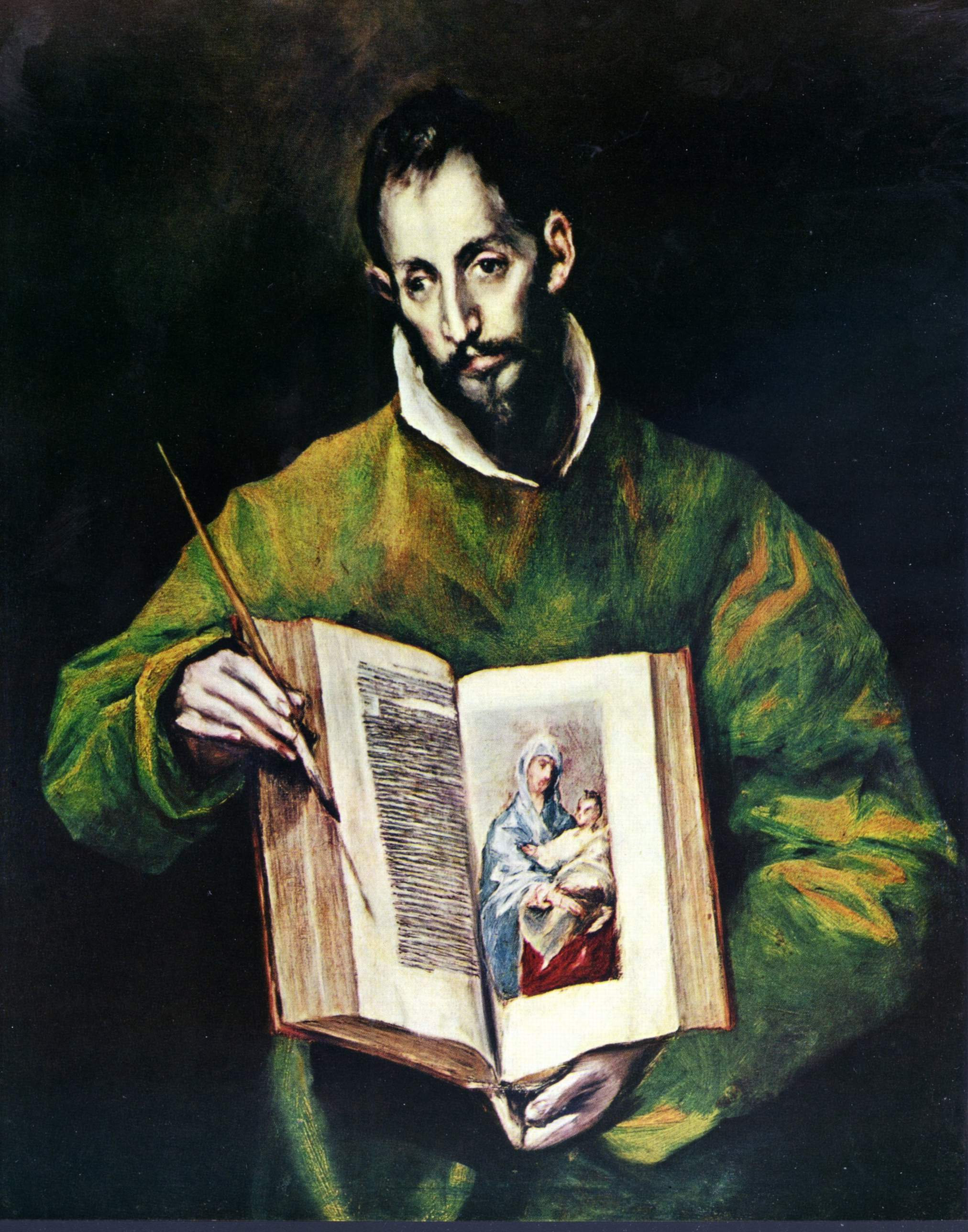
Para a tradição, Lucas é considerado o autor do Evangelho de Lucas e dos Atos dos Apóstolos.

A autoria do Evangelho de Lucas e do livro de Atos dos Apóstolos é uma questão importante para a exegese bíblica que produz conhecimento crítico sobre sobre as origens do Novo Testamento. De acordo com a tradição, o terceiro evangelho foi escrito por Lucas, companheiro de Paulo (nomeado em Colossenses 4:14 como o "médico amado"). A visão tradicional da autoria lucana é "amplamente aceita como a que mais satisfatoriamente explica todos os dados". A lista de estudiosos que mantém a autoria de Lucas é longa, representando eruditos a partir de uma ampla gama de opiniões teológicas. No entanto, não há um consenso sobre a autoria do Evangelho de Lucas. Para Raymond E. Brown, a opinião corrente sobre a autoria de Lucas é "uniformemente dividida". Apesar de não acreditar na autoria Lucana, ele afirma que não é impossível que Lucas tenha sido o autor do Evangelho. De acordo com a opinião da maioria, o autor é simplesmente desconhecido. 

## Autoria comum entre Lucas e Atos
Há evidências substanciais para indicar que o autor do Evangelho de Lucas também escreveu o livro de Atos dos Apóstolos. Elas podem ser observadas pela repetição de temas semelhantes nos dois livros. A evidência mais direta vêm do prefácios de cada obra. Ambos são dirigidas à Teófilo, possível patrono do autor ou talvez um rótulo para alguma comunidade cristã, já que o nome significa "amigo de Deus". Além disso, o prefácio de Atos explicitamente faz referência "ao meu livro anterior" sobre a vida de Jesus - quase certamente é o trabalho que conhecemos hoje como Evangelho de Lucas.
Existem também semelhanças linguísticas e teológico entre a Lucas e Atos. Como afirma Udo Schnelle, "a linguagem extensa e os acordos teológicas, além das referências cruzadas entre o Evangelho de Lucas e o livro de Atos, indicam que ambas derivam do mesmo autor". Por causa de sua autoria comum, os estudiosos da Bíblia referem-se ao conjunto como Lucas-Atos. Da mesma forma, o autor de Lucas-Atos é muitas vezes conhecido como Lucas - mesmo entre os estudiosos que duvidam que o autor tenha sido o companheiro de Paulo.

## Hipóteses de identidade
As hipóteses sobre o autor de Lucas-Atos estão enquadradas em uma das seguintes formas:
- Lucas, o médico amado: a visão tradicional de que tanto o Evangelho de Lucas quanto os Atos dos Apóstolos foram escritas por Lucas, médico e companheiro de Paulo;
- Testemunha anônima não-ocular: a visão de que as duas obras foram escritas por um escritor anônimo que não foi uma testemunha ocular de qualquer um dos eventos que descreveu, e que não teve acesso a fontes de testemunha ocular;
- Redação: a visão de que Atos foi escrito em particular (seja por um escritor anônimo ou pelo Lucas tradicional), utilizando fontes escritas existentes, tais como um diário de viagem produzido por uma testemunha ocular;
- Escritor do sexo feminino: a visão de que os dois livros foram escritos por uma mulher;

### Lucas, o médico amado

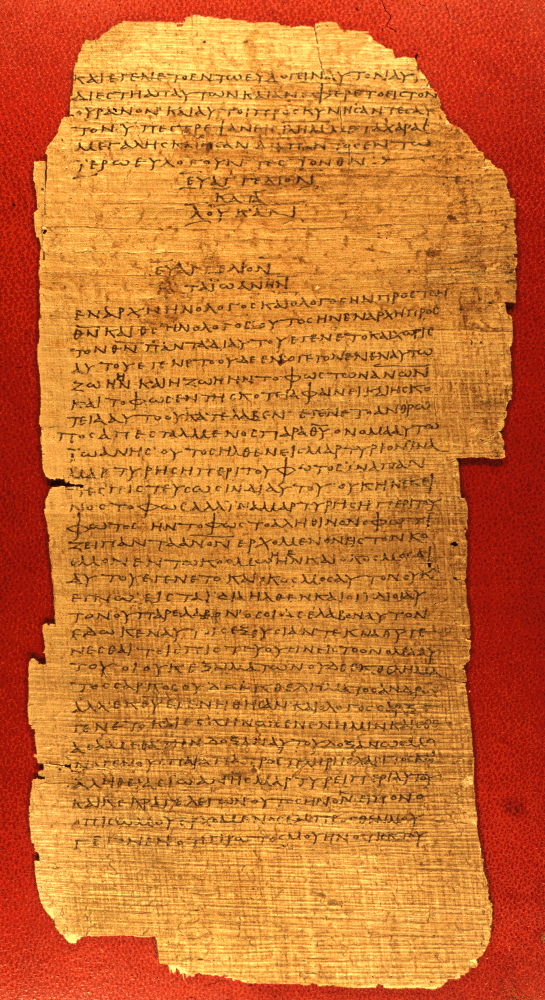
P^{75} contém fragmentos do Lucas (3:18-24:53).

A visão tradicional é que o Evangelho de Lucas e o Atos foram escritos pelo médico Lucas, companheiro de Paulo. Este Lucas é mencionado por Paulo na Epístola a Filemon (Filemom 1:24) e em duas outras epístolas que são tradicionalmente atribuídas a Paulo (Colossenses 4:14 e 2 Timóteo 4:11).
A visão de que Lucas-Atos foi escrito pelo médico Lucas foi quase unânime na igreja cristã primitiva. O Papiro de Bodmer XIV (P75), o mais antigo manuscrito conhecido contendo o início do evangelho (que data de cerca de 200 AD), usa o título "Evangelho Segundo São Lucas". Quase todas as fontes antigas também compartilhou dessa teoria. Irineu, Tertuliano, Clemente de Alexandria, Orígenes e o Cânone Muratori consideram unanimente Lucas como o autor do Lucas-Atos. Nem Eusébio de Cesareia, nem qualquer outro escritor antigo menciona outra tradição sobre a autoria desse Evangelho.
Além dos indícios de autoria fornecidas pelas fontes antigas, alguns estudiosos afirmam que a evidência interna, ou seja, o texto de Lucas-Atos apoia a conclusão de que seu autor foi um companheiro de Paulo. Primeiro graças as partes do livro de Atos que contém a passagem nós: embora a maior parte de Atos foi escrito na terceira pessoa, várias seções breves do livro são escritos a partir de uma perspectiva de primeira pessoa. Estas seções são escritas a partir de um  ponto de vista de um companheiro de viagem de Paulo. Por exemplo, "Depois que Paulo teve essa visão, preparamo-nos imediatamente para partir para a Macedônia"; "Partindo de Trôade, navegamos diretamente para Samotrácia". Tais passagens parecem ter sido escritas por alguém que viajou com Paulo durante alguns anos de seu ministério. Assim, alguns têm usado esta evidência para apoiar a conclusão de que essas passagens, bem como todo texto do Lucas-Atos, foram escritos por um companheiro de viagem de Paulo. O médico Lucas seria uma dessas pessoas.
Também foi argumentado que nível de detalhe utilizado na narrativa descrevendo viagens de Paulo sugere uma fonte de testemunhas oculares. Em 1882, K. Hobart alegou que o vocabulário usado em Lucas-Atos sugere que o autor tinha formação médica. No entanto, essa afirmação foi contrariada por um influente estudo de Cadbury em 1926, sendo desde então abandonada. Acredita-se hoje que a linguagem da obra reflete apenas a educação grega comum, pois os médicos empregavam uma linguagem parecida com a de outras pessoas.
Além disso, os estudiosos observam que Lucas não era um personagem proeminente na Igreja Primitiva. Nesse sentido, não haveria nenhuma razão óbvia para atribuir a uma figura secundária uma parte considerável do Novo Testamento, a menos que ele de fato tenha sido o autor.

### Testemunha anônima não-ocular
Muitos estudiosos modernos têm expressado dúvidas de que o autor de Lucas-Atos foi o médico Lucas. Em vez disso, eles acreditam que Lucas-Atos foi escrito por um autor anônimo cristão que não pode ter sido uma testemunha ocular de qualquer um dos eventos registrados no texto.
Algumas das evidências citadas vem do texto de Lucas-Atos em si. No prefácio de Lucas, o autor refere-se a si mesmo como sendo uma testemunha ocular de tradições "que nos foram entregues" e de ter realizado uma "cuidadosa investigação"; mas o autor não menciona seu próprio nome ou explicitamente afirma ser uma testemunha ocular a qualquer um dos eventos narrados, exceto nas passagens que estão na primeira pessoa no livro de Atos dos Apóstolos. Além disso, nas passagens em que a a narrativa é escrita na primeira pessoa do plural, o autor nunca se refere a si mesmo como "eu" ou "me". 
Para aqueles que são céticos em relação a autoria de uma testemunha ocular, as passagens em primeira pessoa são geralmente consideradas como fragmentos de um segundo documento; ou parte de algum diário anterior, que mais tarde foi incorporado no livro de Atos pelo autor; ou simplesmente um dispositivo retórico grego usado para viagens marítimas, como proposto por Robbins. No entanto, os estudiosos contemporâneos afirmam que esse tipo de escrita para as "viagens literária, na primeira pessoa, eram exceções e não a regra"; e que a literatura citada por Robbins "é muito ampla, tanto em aspectos linguísticos (egípcia, grega e latina), quanto em sua extensão temporal (1800 aC a século III dC); Muitas das viagens marítimas literária citada representava a presença real do autor e não eram artifícios literários; muitos de seus exemplos usam a terceira pessoa em todos os casos e não apenas durante viagens marítimas".

### Autora do sexo feminino
A maioria dos estudiosos entendem o uso de um particípio masculino em Lucas 1:3 foi auto-referencial a fim de dizer que o evangelista era do sexo masculino. Mas o destaque das mulheres em todo o Evangelho de Lucas levou um pequeno número de estudiosos, como Randel McCraw Helms, a sugerir que o autor de Lucas-Atos pode ter sido do sexo feminino. Em particular, quando comparado com os outros evangelhos canônicos, Lucas dedica uma atenção muito maior para as mulheres; discussão de destaque é dado, em particular, a vida de Isabel, mãe de João Batista, e Maria, a mãe de Jesus.

## Interpretação do pronome "nós" nas discussões de autoria

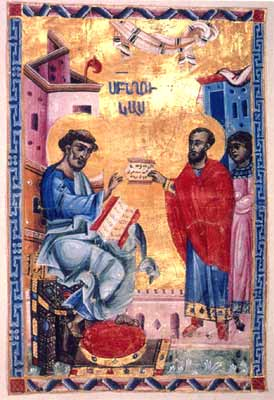
Iluminação medieval Armênia, feita por Toros Roslin.

Formalmente conhecido como "nós", essas passagens são uma série de versos no livro de Atos dos Apóstolos, escritos na primeira pessoa do plural e aparentemente indicando que o escritor está participando dos eventos que ele está descrevendo. Esta foi a primeira interpretação dessas passagens por Ireneu como prova de que o escritor era uma testemunha ocular desses eventos, e um companheiro de Paulo em suas viagens - o tradicional evangelista Lucas. Esta interpretação era amplamente aceita até meados do século XX.
Embora atualmente não exista nenhum consenso acadêmico sobre as passagens com o pronome "nós", três interpretações em especial se tornaram dominantes: 
- O escritor foi testemunha ocular, histórica e genuína;
- O escritor redigiu o material a partir de fontes escritas ou orais, feita por testemunhas oculares genuína ou não;
- O uso da segunda pessoa do plural é um dispositivo que foi deliberadamente estilístico, comuns ao gênero da obra, mas que não tinha a intenção de indicar uma testemunha ocular histórica.

### Testemunha Ocular histórico
A interpretação das passagens com "nós" indica que o escritor era uma testemunha ocular histórica, independente de ser Lucas ou não. Esta interpretação continua a ser a mais influente e aceita nos atuais estudos bíblicos. As objecções a este ponto de vista incluem a alegação de que Lucas-Atos contém diferenças em teologia e narrativa histórica que são inconciliáveis com as cartas autênticas de Paulo, o apóstolo.

### Redator
A interpretação das passagens com o pronome "nós" indicaria uma fonte escrita anterior que foi incorporada ao livro de Atos dos Apóstolos por um redator posterior. Se essa fonte era Lucas ou não, não se sabe. Esta interpretação reconhece a historicidade aparente desses textos, embora veja essas passagens como distintas da obra principal. Este ponto de vista tem sido criticado por não fornecer provas suficientes de uma distinção entre o texto de origem e o documento no qual foi incorporado.

### Convenção Estilística
Observando o uso das passagens com "nós" no contexto das viagens de navio, alguns estudiosos têm afirmaram que o pronome era utilizado como um dispositivo retórico usado para viagens marítimas e que era típica da literatura de viagens deste período. Este ponto de vista tem sido criticado por não encontrar paralelos adequados e por não comprovar a existência de tal convenção estilística. Diferenças entre os o livro de Atos e as obras de um gênero de ficção também foram observadss, indicando que Atos não pertence a esse gênero.